# Titano nella fantascienza

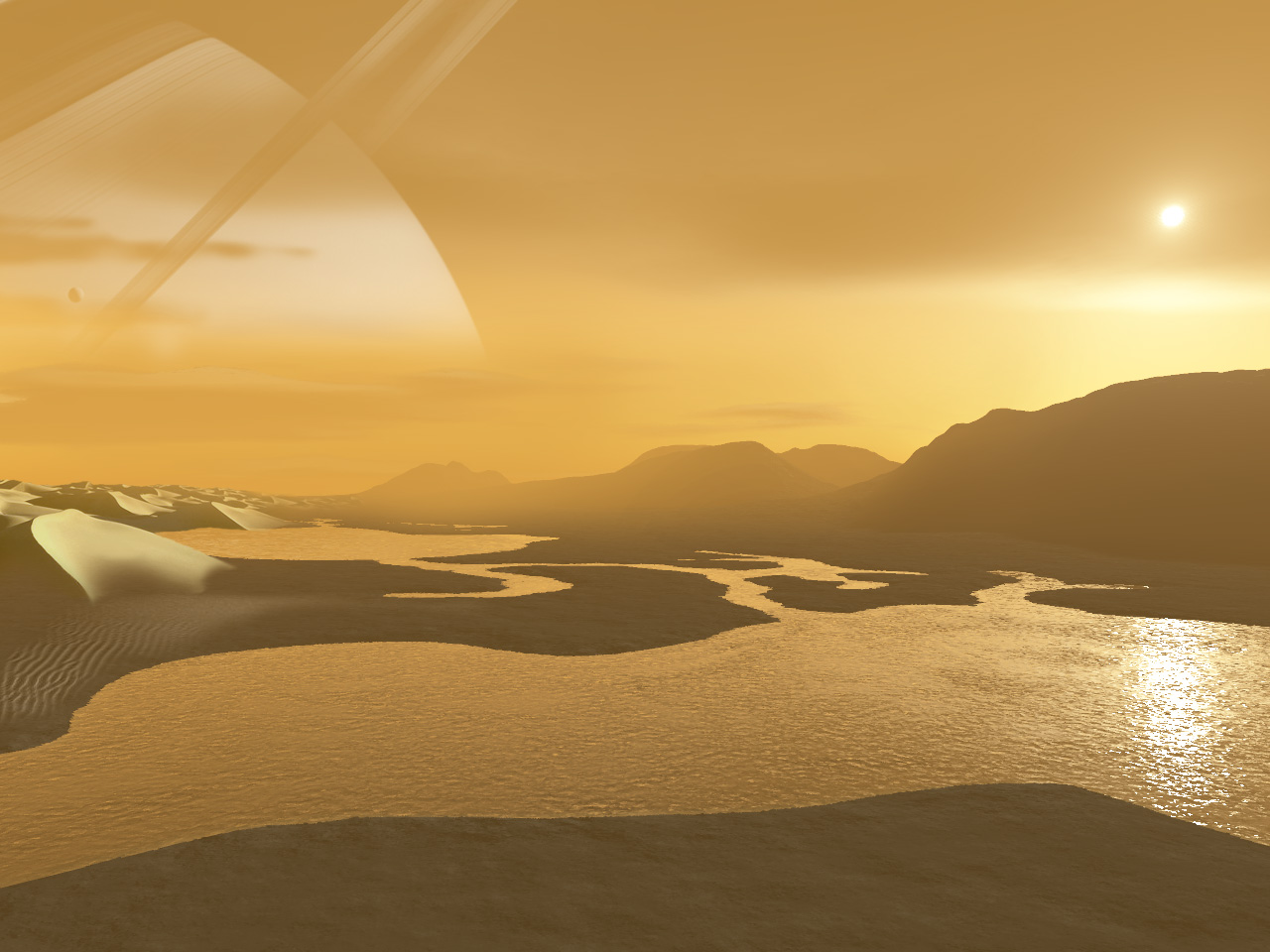
Un ipotetico paesaggio di Titano

Titano, principale satellite naturale del pianeta Saturno, costituisce lo scenario di diverse opere letterarie, prevalentemente di fantascienza. Poiché è l'unica luna del sistema solare ad avere un'atmosfera densa, ed essendo ricco di composti organici, è ancora oggi una delle ambientazioni preferite nella fantascienza.

## Letteratura

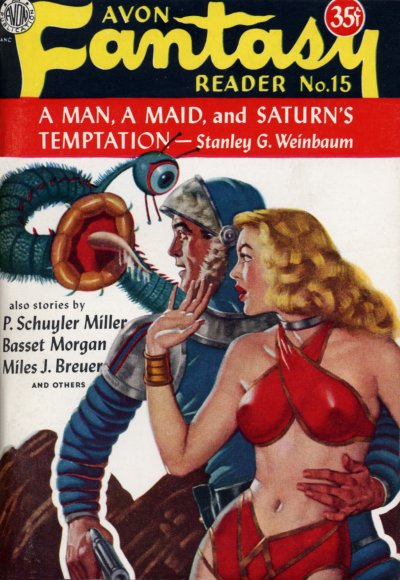
Copertina della rivista di narrativa fantascientifica Avon Fantasy Reader n. 15 (1951) che presenta A Man, A Maid, and Saturn's Temptation, pubblicato inizialmente come Flight on Titan nel 1935, di Stanley G. Weinbaum

La prima apparizione di Titano nella narrativa risale al 1935, con il racconto breve Flight on Titan dello scrittore statunitense Stanley G. Weinbaum (ripubblicato anche come A Man, A Maid, and Saturn's Temptation). Sojarr of Titan, di Manly Wade Wellman, pubblicato nel marzo 1941 nella rivista Startling Stories, è invece una delle molte storie fantastico-avventurose in stile planetary romance scritte nel solco di Edgar Rice Burroughs.
Titano riappare negli anni cinquanta del Novecento come base madre degli alieni parassiti che cercano di conquistare la Terra nel romanzo Il terrore dalla sesta luna di Robert A. Heinlein (The Puppet Masters, 1951).
Il racconto Cuore di mamma (Motehercare), facente parte del ciclo dei Robot di Isaac Asimov, vede un robot impiegato in un avamposto terrestre su Titano il quale impazzisce improvvisamente e assembla un nuovo automa rivendicandone la "maternità".
Il racconto Gli anelli di Saturno (Saturn Rising, 1961-62) di Arthur C. Clarke, ha per protagonista un magnate proprietario di una catena mondiale di hotel di lusso, innamorato sin da bambino del pianeta Saturno. Il racconto termina all'interno di un albergo sito su Titano, la cui sala panoramica mostra il pianeta principale sorgere.
La fine de Le sirene di Titano (The Sirens of Titan, 1959), di Kurt Vonnegut, si svolge appunto sulla luna maggiore di Saturno, dove è naufragato un abitante di Tralfamadore in attesa che gli venga consegnato un pezzo di ricambio dell'astronave.
Nel romanzo postapocalittico I giocatori di Titano (The Game-Players of Titan) del 1963, Philip K. Dick racconta le vicende di Pete Garden, un visionario con tendenze suicide che si rende protagonista di una partita a Bluff (un particolare gioco presentato nel racconto stesso) contro avversari di origine titaniana. Negli stessi anni Titano compare nella serie fantascientifica tedesca Perry Rhodan, come sede di una prigione e di avanzate strutture mediche.
Nel 1976 il satellite saturniano è citato nel romanzo Terra Imperiale (Imperial Earth) di Arthur C. Clarke; è sede di una colonia umana popolata da oltre 250 000 persone e gioca un ruolo importante nell'economia dell'intero sistema solare, giacché l'idrogeno necessario a supportare il viaggio interplanetario è prelevato dall'atmosfera di Titano.
In Occhi d'ambra (1977), di Joan D. Vinge, Titano è abitato da esseri intelligenti, anche se arretrati tecnologicamente. Attraverso una sonda che i titaniani credono un demone i terrestri fanno conoscenza con una banda di criminali della luna di Saturno.
John Varley con Titano (Titan, 1979) ha dato vita a una trilogia di romanzi in cui una spedizione per l'esplorazione delle lune di Saturno viene catturata da un habitat spaziale (un Toro di Stanford) che si rivela essere un gigantesco organismo superintelligente.
Nel 1986, Titano è l'ambientazione dei capitoli d'apertura del romanzo Il pianeta del silenzio, di Stanisław Lem; uno dei protagonisti dell'opera viene ritrovato congelato sulla superficie da diverse centinaia d'anni.
Più recentemente, Titano è la destinazione di un viaggio interplanetario degli ultimi esseri umani sopravvissuti all'impatto della Terra con un asteroide, nel romanzo Titan di Stephen Baxter (1997).
Nel romanzo di Allen Steele L'ultimo giorno di William Tucker (1997), una forma di vita microscopica di Titano, esposta all'atmosfera terrestre delle basi, muta in un virus che attacca il sistema nervoso centrale inducendo follia omicida.

## Cinema e televisione
- Il film di Andrew Niccol Gattaca - La porta dell'universo (Gattaca, 1997) è ambientato sulla Terra, ma un personaggio (Vincent) parte per il principale satellite di Saturno, Titano.
- Nel film di J. J. Abrams Star Trek (2009) la USS Enterprise si nasconde nell'atmosfera nebulosa di Titano e, approfittandosi della distorsione magnetica degli anelli di Saturno per rendersi invisibile ai sensori della nave romulana Narada, teletrasporta Kirk e Spock nella nave nemica.
- Nel film di Joseph Kosinski Oblivion (2013) viene rivelato che il protagonista e la sua compagna facevano parte di un gruppo di astronauti in viaggio per una missione umana su Titano che andarono incontro a un'entità aliena. Dopo avere invaso la Terra, l'entità crea cloni del protagonista e di una collega astronauta facendoli supervisionare delle sue macchine che assorbono i mari per creare energia, ingannandoli con la menzogna che l'umanità ha vinto e devono completare i lavori prima di unirsi al resto dei sopravvissuti in un'inesistente colonia su Titano.
- Nel film del 2018 The Titan, un soldato americano viene reclutato per un esperimento scientifico il cui scopo è trasformarlo in un essere in grado di sopravvivere su Titano.

## Fumetto
Il satellite ricorre nella fumettistica per la presenza di atmosfera ed il suggestivo paesaggio ipotetico innevato con Saturno a dominare il cielo.
- Nella serie Jeff Hawke Titano è un avamposto terrestre nell'inquietante episodio Separati (1958) o alieno ne I giocattoli immortali (1962), infine una colonia gineceo, rifugio e confino della biblica Lilith, ne Il mistero di Shorty (1973).
- Nei fumetti Marvel, su Titano c'è un'antica società di Eterni (umani mutati) da cui provengono il supereroe Starfox ed il supercriminale Thanos.
- Su Titano è ambientata la storia I sopravvissuti di Titano, speciale n. 15 della serie a fumetti Nathan Never (dicembre 2005).

## Animazione
- Nell'OAV Punta al Top 2! Diebuster su Titano è sepolta una Fonte di Gravità Variabile, misterioso oggetto risalente a 10.000 anni prima che si rivela essere una leggendaria Buster Machine.

## Videogiochi
Titano è l'ambientazione su cui si svolge il gioco del 2009 Dead Space 2. Qui ha sede un insediamento umano chiamato Sprawl sorto sull'ultimo resto della luna di Saturno, dopo che essa è stata trivellata e fatta a pezzi per ricavarne risorse naturali fino a lasciarne solo alcuni frammenti.